# Chrysolina sturmi

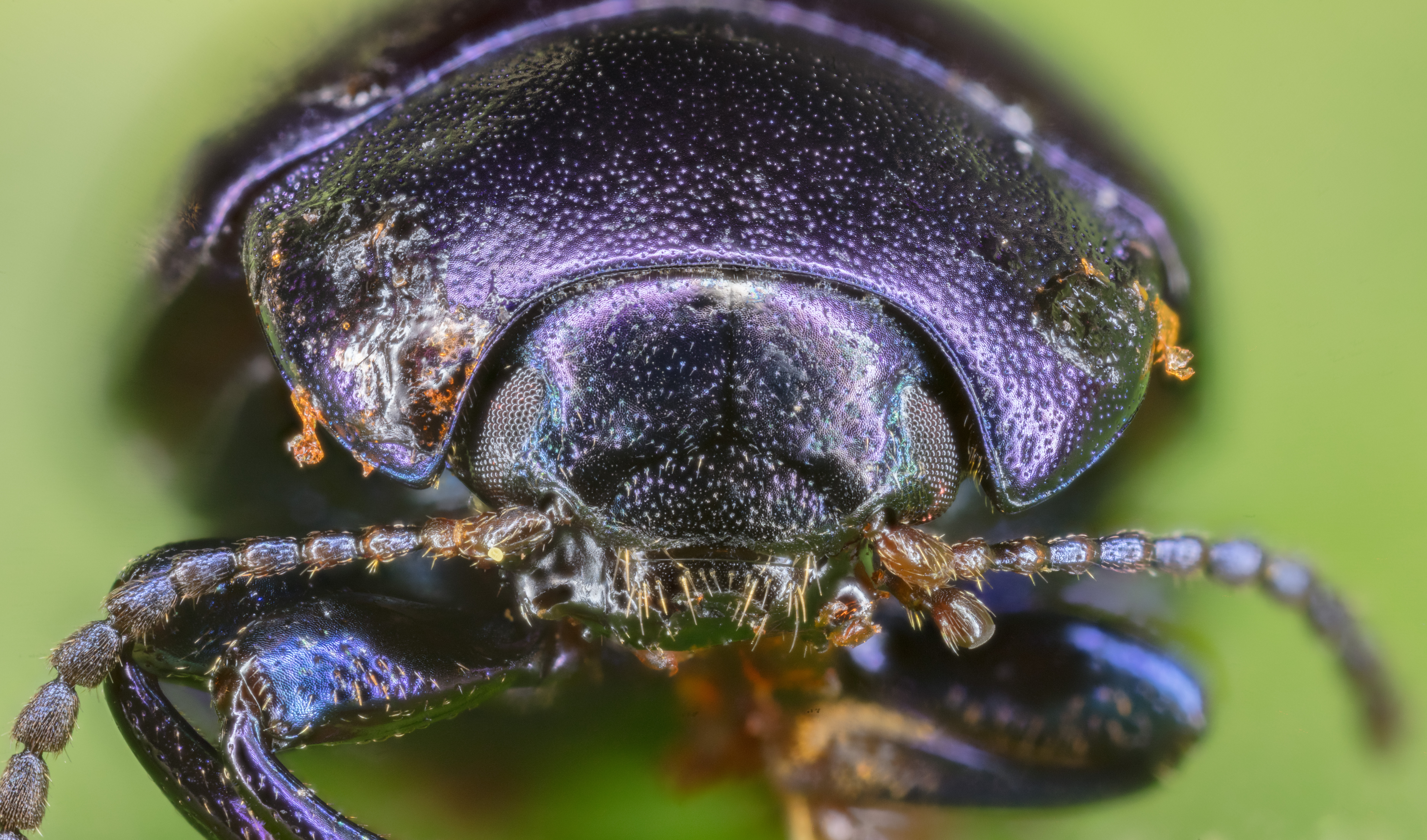
Frontsicht

Der Chrysolina sturmi ist ein Käfer aus der Familie der Blattkäfer (Chrysomelidae).

## Merkmale
Die Käfer werden 6 bis 10 Millimeter lang. Sie haben einen blauschwarz bis schwarz gefärbten Körper, der einen violetten Schimmer aufweist. Die Fühler sind an der Basis, ebenso wie die Palpen braun gefärbt. Die Tarsen sind beim Männchen breiter, als beim Weibchen. Sie sind rötlich gefärbt, was die Art von einer Reihe mehr oder weniger ähnlicher Arten der Gattung Chrysolina unterscheidet.

## Vorkommen
Die Art kommt in weiten Teilen Europas vor und fehlt auf der Iberischen Halbinsel, einigen Mittelmeerinseln und Griechenland. Sie leben in feuchten Waldgebieten und an Waldrändern, kommen aber auch auf feuchten Wiesen, in Parks und seltener auch auf Ruderalgebieten und am Rand von Feldern vor. Man findet sie beispielsweise an Gundermann (Glechoma hederacea). Sie überwintern als Imagines unter Steinen, in Stroh und Grasbüscheln.

## Belege